# Kastiljski jezici
Kastiljski jezici, skupni naziv za 4 ili 5 srodna iberoromanska jezika kojima govori skupina naroda na Iberskom poluotoku, poglavito u Španjolskoj, odakle su se neki među njima raširili i na područje Južne, Srednje i Antilske Amerike (Zapadne Indije), ali i u Izraelu i Turskoj (judeošpanjolski), i još neke zemlje. Kastiljski ogranak zapadnoiberskih jezika čine:
a) španjolski ili kastiljski, 322,299,171 govornika; jezik Kastiljaca (Španjolaca u užem smislu), 28,173,600 u Španjolskoj; 1986), ali jezik je i mnogim novim nacijama nastalim na području Južne, Srednje i Antilske Amerike, kao i raznim jezično asimiliranim narodima. Uz Španjolsku govornici ovog jezika žive i u, viz.: Andora (24,600; 1986); Argentina 33,000,000; 1995); Belize (80,477; 1991); Bolivija (3,483,700; 1995); Čile (13,800,000; 1995); Kolumbija (34,000,000; 1995); Kostarika (3,300,000; 1995); Kuba (10,000,000; 1995); Dominikanska Republika (6,886,000; 1995); Ekvador (9,500,000; 1995); Salvador (5,900,000; 1995); Ekvatorijalna Gvineja (11,500; 1993 Johnstone); Gvatemala (4,673,000; 1995); Honduras (5,600,000; 1996); Meksiko (86,211,000; 1995); Maroko (20,000; 1993 Johnstone); Nikaragva (4,347,000; 1995); Panama (2,100,000; 1995); Paragvaj (186,880; 2000 WCD); Peru (20,000,000; 1995); Filipini (2,658; 1990); Portoriko (3,437,120; 1996); Trinidad i Tobago (4,100; 2004); Urugvaj (3,000,000; 1995); SAD (22,400,000; 1990); Venezuela (21,480,000; 1995).
b) judeošpanjolski jezik, 110,000 govornika ukupno ,od toga 100,000 u Izraelu; 8,000 (Turska).
c) estremadurski jezik, govori ga u Španjolskoj od 1,000,000 etničkih 200,000-500,000 Estremaduraca, što je posljedica jezične asimilacije koju Španjolska provodi nad svojim etničkim manjinama.
d) Loreto-ucayali španjolski, nepoznat broj u prašumama uz rijeke Ucayali i Loreto u Peruu.
Kao peti jezik spominjao se kaló, jezik Gitana, jedne grupe Roma. Naziva se i gitanski ili hispanoromski, iberoromski. 40,000 do 140,000 u Španjolskoj, ali i do 170,000 širom svijeta. Ima nekoliko dijalekata.

## Vanjske poveznice
- Ethnologue (15th)